# Issa Kort
Issa Farid Kort Garriga (Santiago, 9 de mayo de 1980) es un político chileno, militante de la Unión Demócrata Independiente (UDI). Fue diputado por el distrito N.° 15, correspondiente a la región del Libertador General Bernardo O´Higgins, capital  Rancagua; periodo 2018-2022. Fue Embajador de Chile ante la OEA.

## Biografía
Realizó sus estudios primarios y secundarios en las ciudades de San Vicente de Tagua Tagua y en el Colegio de los Hermanos Maristas de San Fernando, ambos de la región de O'Higgins.
Estudió Licenciatura en Historia en la Universidad Finis Terrae entre 1999 y 2004. Ha sido profesor de historia contemporánea en las escuelas de Periodismo e Historia de la Universidad Andrés Bello.
En el año 2005 efectúa una  Pasantía Académica en el Departamento de Historia de la University of California at Davis (UCD), junto al Profesor Emérito Arnold J Bauer. Durante el 2010 se incorpora al Magister en Administración de Empresas de la Universidad Nacional Andrés Bello, actualmente en proceso de titulación.
Entre los años 2005 al 2012 es Profesor Titular de las Cátedras de Historia Universal Contemporánea, Historia del Mundo Global e Historia Contemporánea de Chile en las Escuelas de Periodismo e Historia en la Universidad Nacional Andrés Bello.

## Carrera política
Fue Director Regional de Cultura y las Artes de la región de O'Higgins durante el gobierno de Sebastián Piñera, hasta el 3 de agosto de 2011, cuando fue designado diputado para el distrito 32 por la UDI, en reemplazo de Alejandro García-Huidobro, quien a su vez fue nombrado senador en reemplazo de Andrés Chadwick, recién asumido ministro Secretario General de Gobierno. Asumió en su cargo el 10 de agosto de 2011.
Fue miembro permanente de la Comisión de Minería y Energía de la Cámara de diputados desde el año 2014, presidiendo desde entonces la Comisión de Minería y Minas del Parlamento Latinoamericano y Caribeño. Así mismo fue miembro de la Comisión de Relaciones Exteriores de la Cámara, Presidente de los Grupos Interparlamentarios Chileno -Británico, Chileno-Español, Chileno-Japonés y el grupo Chileno-Norteamericano. Actualmente Presidente del Comité de Diálogo Político entre el Congreso nacional de Chile y la Asamblea Popular China.
En las elecciones parlamentarias de 2013 fue elegido por el mismo distrito 32 con el 22,01 % de los votos, periodo 2014-2018. En las elecciones parlamentarias de 2017 fue elegido por el nuevo distrito 15.
El 15 de junio de 2021 es nombrado por el presidente Sebastián Piñera como embajador de Chile ante la Organización de Estados Americanos, debiendo dejar su cargo de diputado

## Controversias
El 30 de abril de 2012, y tras asumir la presidencia de la comisión de familia de la cámara baja, se refirió a la posibilidad de que parejas homosexuales adopten hijos señalando que «yo creo que un niño o niña es la resultante de la relación sexual entre un hombre y una mujer, porque la única forma de producir una tercera persona es entre un hombre y una mujer con aparatos reproductores penetrantes y receptores, respectivamente».
El 9 de julio de 2013, se refirió al caso de una niña de 12 años que estaba embarazada como resultado de una violación, afirmando que «lo que entiendo, médicamente, del momento que una mujer vive su primera regla, su primera menstruación, es porque su organismo ya está preparado para ser madre, para engendrar». Dicha declaración generó gran revuelo, incluso en la prensa internacional.

## Distinciones y condecoraciones
Oficial de la Orden de Isabel la Católica (España, 2022).

## Historia electoral

### Elecciones parlamentarias de 2013
- Elecciones parlamentarias de 2013 a Diputado por el distrito 32 (Rancagua)[9]

| Candidato                 | Pacto             | Partido | Votos  | %     | Resultado |
| ------------------------- | ----------------- | ------- | ------ | ----- | --------- |
| Juan Luis Castro González | Nueva Mayoría     | PS      | 35 158 | 41,13 | Diputado  |
| Issa Kort Garriga         | Alianza           | UDI     | 18 812 | 22,01 | Diputado  |
| Pamela Medina Schulz      | Alianza           | ILJ     | 16 163 | 18,91 |           |
| Eduardo Vergara Bolbarán  | Nueva Mayoría     | PPD     | 10 414 | 12,18 |           |
| Ricardo Cerda Arancibia   | Partido Humanista | PH      | 3280   | 3,84  |           |
| Iván Acosta Galaz         | Partido Humanista | PH      | 1655   | 1,94  |           |

### Elecciones parlamentarias de 2017
- Elecciones parlamentarias de 2017 a Diputado por el distrito 15 (Codegua, Coinco, Coltauco, Doñihue, Graneros, Machalí, Malloa, Mostazal, Olivar, Quinta de Tilcoco, Rancagua, Rengo y Requínoa)[10]

| Candidato                  | Pacto                    | Partido | Votos  | %    | Resultado |
| -------------------------- | ------------------------ | ------- | ------ | ---- | --------- |
| Javier Macaya Danús        | Chile Vamos              | UDI     | 25 143 | 13.9 | Diputado  |
| Diego Schalper Sepúlveda   | Chile Vamos              | IND-RN  | 19 324 | 10.7 | Diputado  |
| Juan Luis Castro González  | La Fuerza de la Mayoría  | PS      | 17 773 | 9.8  | Diputado  |
| Issa Kort Garriga          | Chile Vamos              | UDI     | 16 750 | 9.3  | Diputado  |
| Felipe Letelier Norambuena | La Fuerza de la Mayoría  | PPD     | 12 439 | 6.9  |           |
| Pamela Medina Schulz       | Chile Vamos              | IND-RN  | 10 840 | 6.0  |           |
| Raúl Soto Mardones         | Convergencia Democrática | DC      | 9021   | 5.0  | Diputado  |
| Oscar Ávila Méndez         | La Fuerza de la Mayoría  | PS      | 7092   | 3.9  |           |
| Eduardo Vergara Bolbarán   | La Fuerza de la Mayoría  | PPD     | 7004   | 3.9  |           |
| Francisco Parraguez Leiva  | Convergencia Democrática | IC      | 5693   | 3.2  |           |
| Ivonne Mangelsdorff Galeb  | Chile Vamos              | RN      | 2.446  | 1.4  |           |